# Karniszyn-Parcele
Karniszyn-Parcele – wieś w Polsce, w województwie mazowieckim, w powiecie żuromińskim, w gminie Bieżuń. Ma status sołectwa.
Do 2023 miejscowość była kolonią wsi Karniszyn.
Wierni Kościoła rzymskokatolickiego należą do parafii św. Stanisława Biskupa Męczennika w Bieżuniu.
W latach 1975–1998 miejscowość administracyjnie należała do województwa ciechanowskiego.